# Antennatre
Antennatre (nata inizialmente con il nome di Canale 3 Lombardia presto mutato in Antenna 3 Lombardia) è una storica rete televisiva locale italiana che trasmette in Lombardia con una particolare attenzione alle diverse realtà provinciali e locali della regione.
Dal 2004 è entrata a far parte del Gruppo Mediapason, polo televisivo privato lombardo dell'editore Sandro Parenzo, che possiede anche Telelombardia. Secondo i dati Auditel dal 2015 è la seconda televisione regionale con più ascoltatori in Lombardia, dietro a Telelombardia.

## Storia

Da sinistra: l'editore Renzo Villa e il cofondatore Enzo Tortora alla festa per il quarto anniversario di Antenna 3 Lombardia (1981)

Antenna 3 Lombardia è stata fondata da Renzo Villa, con la collaborazione dell'amico Enzo Tortora e grazie al contributo di centotrenta soci, in seguito alle prime esperienze televisive di Telealtomilanese e inaugurata ufficialmente giovedì 3 novembre 1977.
Trasmetteva a colori e aveva vasti studi di oltre 6 000 m² situati a Legnano, in via per Busto Arsizio 15, sul confine con il comune di Castellanza e ricavati in un ex capannone di un'industria metalmeccanica.
I vasti studi del centro di produzione tv di Legnano erano all'epoca i più moderni d'Europa e i più grandi d'Italia. Il "mitico" Studio 1, che allora poteva contenere ben 1 200 persone, e il relativo bar sono di fatto entrati nella storia della televisione italiana.
Joseph Baroni, nel suo libro Dizionario della televisione commerciale, riporta la famosa frase detta da Silvio Berlusconi, all'epoca editore televisivo, ad Ettore Andenna a proposito del programma La bustarella:
Tra le trasmissioni che ebbero particolare successo nei primi anni di vita del canale, oltre a La bustarella, vanno ricordati Circo Pomofiore, Non lo sapessi ma lo so, Buccia di Banana, Lo Squizzofrenico e Bingooo. Quest'ultimo programma, una sorta di gioco a premi chiaramente ispirato alla nota variante anglosassone della tombola, era condotto dallo stesso "patron" Renzo Villa. Nella stagione 1982-1983 Bingooo vide la partecipazione del Quartetto Cetra che in ogni puntata presentò una parodia di un determinato periodo storico (La storia secondo i Cetra), con la presenza in studio di vari ospiti come Giuni Russo, Teo Teocoli, Massimo Boldi, Gerry Bruno dei Brutos e Gianni Magni dei Gufi, Memo Remigi.

Da sinistra: Tata Giacobetti, Virgilio Savona e Gerry Bruno nella parodia Una spia chiamata Cicero dal programma Bingooo (1982)

Enzo Tortora, Lucio Flauto, Ettore Andenna, Renato Rascel, Massimo Boldi, Teo Teocoli, Cochi Ponzoni e Renato Pozzetto, Armando Celso, Giorgio Porcaro, Giorgio Ariani, Giorgio Faletti, Guido Nicheli, Giucas Casella, Gianni Magni, Zuzzurro e Gaspare, Ric e Gian, Walter Chiari, Anna Maria Rizzoli, Bobby Solo, Rita Pavone, Teddy Reno, Daniele Piombi, Gerry Bruno dei Brutos, i registi Cino Tortorella, Beppe Recchia e Davide Rampello, Philippe Leroy, Luciano Tajoli, Nilla Pizzi, Donatella Rettore, Pamela Prati, Carmen Russo, Milly Carlucci, Franco Franchi, Andy Luotto, Anna Mazzamauro, I Gatti di Vicolo Miracoli, Susanna Messaggio, il Quartetto Cetra, sono solo alcuni degli artisti che hanno collaborato con l'emittente di Legnano. Rossana Carnovali, Diana Scapolan, Silvia Arzuffi, Monica Limido, Maria Giovanna Massironi erano le vallette.
Giancarlo Dotto e Sandro Piccinini, nel loro libro Il Mucchio selvaggio, hanno affermato che Antennatre, nell'era pre-Mediaset, è stata l'emittente commerciale più professionale e quella che ha meglio incarnato lo spirito di una televisione alternativa.
Nella storia di Antenna 3 è assai importante Telebigino, una trasmissione pomeridiana di tre ore condotta da Roberto Vecchioni che, oltre a essere un noto cantante, è anche professore di latino e greco e, nel corso della trasmissione, riceveva telefonate di ragazzi che chiedevano un aiuto per i compiti da svolgere a casa. L'autore di Luci a San Siro aiutava i ragazzi nelle materie letterarie mentre per le materie scientifiche l'aiuto veniva da un docente di matematica presente in studio.
Come lo stesso Renzo Villa ha dichiarato in una sua intervista, la crisi di Antennatre segna temporalmente la fine all'epoca del "far west" televisivo italiano, caratterizzata da un periodo iniziale di grande confusione nell'etere, ma anche di massima innovazione creativa, a cui è seguita l'epoca del prevalere del duopolio Rai-Mediaset. Da quel momento in avanti si passò dallo spontaneismo dei primi tempi a un modello di televisione più direttamente legata alle rigide regole del mercato pubblicitario.
Antennatre aveva invece la caratteristica di puntare allo sperimentalismo televisivo, caratterizzato non dalla sussiegosa TV della Rai, ma neppure dalla scientificità del marketing che sarà la caratteristica principale delle emittenti del gruppo Mediaset.

Da sinistra: Armando Celso, Teo Teocoli e Giorgio Faletti nei primi anni ottanta in uno sketch dal programma Il guazzabuglio

Secondo Pierantonio Idini, Antenna 3 (intesa in un unicuum assieme a Telealtomilanese) potrebbe essere considerata come la prima startup digitale italiana nel settore della produzione di contenuti.
Antennatre è fallita nel 1987 ed è stata rilevata da Espansione Tv per la cifra di 7 miliardi di lire.
Tra la fine degli anni Ottanta e l'inizio dei Novanta i vasti studi di Antennatre, rimasti desolatamente vuoti, vengono affittati dalla muova proprietà per produzioni Tv o televendite da trasmettere sui canali Rai e Mediaset.
Nella seconda metà degli anni Ottanta, il canale si unisce al circuito televisivo Junior Tv e nel 1989 sulla rete va in onda la trasmissione sportiva L'accademia di Brera del noto giornalista sportivo Gianni Brera. Tra gli opinionisti-commentatori figurava anche Sandro Mazzola.
Sempre in quello stesso anno andò in onda la prima edizione di Antenna 13, programma calcistico che seguiva in diretta le partite di campionato di Serie A e Serie B, con una formula ripresa del programma Qui studio a voi stadio in onda su Telelombardia). Il primo conduttore fu Nicola Forcignanò (fino al 1999) con la partecipazione di Enrico Albertosi (fino al 1997) e l'ultima puntata della trasmissione andò in onda il 16 maggio 2004 con la conduzione di Sandro Sabatini.
Fra i tanti collaboratori dell'epoca: Vittorio Feltri, Daniele Vimercati, Gigi Moncalvo, Milo Infante, Gianfranco Funari, Roberto Poletti, Stefano Zecchi, Fabio Fazio, Paola Perego, Paola Ferrari, Patricia Pilchard, Alba Parietti, Marina Suma, Maurizio Mosca, Jocelyn, Corrado Tedeschi, Irene Pivetti, Marco Milano, Virgilio Savona, Francesca Senette.
Il canale, che stava vivendo una "seconda giovinezza" riproponendo programmi di un tempo e vecchie registrazioni dell'epoca, viene acquisito nel 2004 al gruppo televisivo Mediapason, lo stesso che possiede Telelombardia la quale vi ha fatto confluire la propria redazione sportiva.
Da settembre 2008 Antennatre ha cambiato sede, abbandonando gli storici studi di Legnano per trasferirsi nella nuova sede milanese, al numero civico 21 di via Colico, in zona Bovisa. Si tratta di un nuovo e avveniristico centro di produzione, sede anche degli studi di Telelombardia. Antenna 3 è stata la prima emittente in Italia ad adottare lo standard televisivo 16:9 widescreen.

## Conduttori attuali
- Carol Barbieri
- Roberto Bernardelli
- Matteo Caronni
- Anna Cecconello
- Giorgia Colombo
- Walter Di Gemma
- Maria Pia Giannetta
- Nathalie Goitom
- Stefano Golfari
- Monica Melani
- Sabrina Musiani
- Marco Oliva
- Mimmo Pesce
- Daniele Porro
- Fabio Ravezzani
- Livia Ronca
- Oscar Taboni
- Matteo Zorloni

## Palinsesto attuale

### Informazione e Approfondimenti
- A3 TG
- Forte & Chiaro
- Lombardia Nera
- Presunto innocente
- Orario continuato
- Editoriale
- Senza sconti
- L'egregio
- Forum imprese
- L'Alpino

### Magazine
- Happy Hour
- Tanta salute
- Insieme A3
- Teatromania

### Sport
- Azzurro Italia
- QSVWeb
- TG Bike

### Intrattenimento
- Voci in piazza
- Canta Lombardia
- Tutti in coro
- I Top di Antenna 3
- I giganti della TV - A3 Graffiti
- Ho visto un re
- Ti ricordi quella sera?
- Montagne di Lombardia
- Viva la Lombardia
- Sota el ciel de Lumbardia
- Orchestre da Oscar
- Le grandi orchestre
- Italianissima
- Robe da pazzi
- Casa Pappagallo
- 2 chiacchiere in cucina (syndication 7 Gold)
- The Coach (syndication 7 Gold)

## Palinsesto passato

### Dal 1977 al 1987
- A coda di donna, condotto da Marisa Rampin
- Affare fatto, condotto da Ettore Andenna
- Ambarabà, condotto da Bobby Solo
- Antenna 3 graffiti (1983), condotto da Ric e Gian
- Aria di mezzanotte, condotto da Enzo Tortora
- Bingooo, condotto da Renzo Villa
- Buccia di banana, condotto da Gerry Bruno, Zuzzurro e Gaspare, Giorgio Ariani, Giorgio Porcaro
- Caffè doppio, condotto da Gianni Magni, Alexander e Anna Mazzamauro
- Ciao, come stai?, condotto da Walter Chiari
- Circo Pomofiore, condotto da Lucio Flauto
- Classe di ferro condotto da Ettore Andenna
- Dire, fare, baciare, condotto da I Gatti di Vicolo Miracoli con Mauro Micheloni
- Effetto concerto, condotto da Daniele Piombi
- Fermata a richiesta
- Fiabe di Ciuffo
- Il Guazzabuglio, condotto da Teo Teocoli
- Il Napoleone, condotto da Ettore Andenna
- Il Piramidone
- Il talentiere, condotto da Rita Pavone e Teddy Reno
- Il telegramma, condotto da Gerry Bruno
- La bustarella, condotto da Ettore Andenna
- La Cetrarca, condotto dal Quartetto Cetra
- La Ciperita
- La festa
- L'allegro giovedì, condotto da Nilla Pizzi
- Lo Sgariboldo
- Lo Squizzofrenico con Orlando Portento
- Mah!
- Meglio Gufi che mai, condotto da I Gufi
- Mezzogiorno di gioco
- Mixage
- Non lo sapessi ma lo so, condotto da Massimo Boldi e Teo Teocoli
- O la va o la spacca, condotto da Gianni Magni
- Occhio agli occhi con Almo Alberto Montarese
- Ric e Gian più (1982), condotto da Ric e Gian
- Ric e Gian show (1981), condotto da Ric e Gian
- Rouge et noir
- Secondo me (1978 - luglio 1979, per un totale di 40 puntate), condotto da Ric e Gian insieme a Donatella Rettore come valletta e cantante
- Settimo Round, condotto da Ettore Andenna
- S.O.S. 100 milioni
- Strano ma vero (1979-1980), condotto da Ric e Gian
- Telebigino, condotto da Roberto Vecchioni
- Telegiornale Il Giorno, a cura della redazione del "Il Giorno"
- Telemattina, condotto da Ettore Andenna e Milly Carlucci
- Totobugiardo
- Una fetta di sorriso
- Venerdì all'italiana, condotto da Luciano Tajoli

### Dal 1988 al 2024
- Allegro... ma non troppo, condotto da Gianfranco Funari
- Al lupo al lupo
- Angoli, condotto da Raffaella Corradini, Marino Guidi e Tonino Polistena
- Antenna 13, programma sportivo che seguiva in diretta il campionato di Serie A
- Azzurro Italia TG, notiziario calcistico quotidiano
- Ballo in piazza, condotto da Fausto Fulgoni e Clara Taormina
- Buongiorno con..., condotto da Renzo Villa
- Calcio in faccia, condotto da Fabio Ravezzani
- Carta straccia, condotto da Roberto Poletti
- Casa Colombo, sit-com con I Legnanesi
- Festa in piazza, condotto da Eugenio Ban e Clara Taormina
- Fisarmoniche alla ribalta, condotto da Fausto Fulgoni
- Gran bustarella show, condotto da Ettore Andenna
- I ricordi della famiglia Colombo, sit-com con I Legnanesi
- Il Curioso, condotto da Gianfranco Funari
- Il sole a mezzanotte, condotto da Paolo Mosca
- L'accademia di Brera, con Gianni Brera
- L'interrogatorio, condotto da Stefano Zecchi
- La voglia matta
- Le ricette di Giorgia, programma di cucina condotto da Giorgia Colombo
- Lunedì di rigore, condotto da Fabio Ravezzani
- Mammamia
- Pazza idea
- Piazza pulita, condotto da Roberto Poletti
- Scorribande, condotto da Jo Squillo
- Silenzio stampa
- Spazio comune, condotto da Sheila Capriolo
- Sport daily, condotto da Maurizio Mosca
- Sport News, condotto da Tonino Polistena
- State bboni, condotto da Leo Valli, si trattava di una parodia del talk di Canale 5 Maurizio Costanzo Show
- Telemattina, condotto da Clara Taormina
- Terra italiana, condotto da Eugenio Ban
- Toto13, condotto da Tonino Polistena
- Tutta un'altra musica, condotto da Eugenio Ban
- Voci nella notte
- Zona franca, condotto da Gianfranco Funari

## Premi e riconoscimenti
- 1984 Telegatto, categoria Premio TV privata Nord